# Pierre Coran
Pour les articles homonymes, voir Coran (homonymie).
Pierre Coran, nom de plume d’Eugène Delaisse, né le 11 mai 1934 à Saint-Denis-en-Broqueroie (province de Hainaut), est un poète et romancier belge de langue française.

## Biographie
Eugène Delaisse naît le 11 mai 1934 à Saint-Denis-en-Broqueroie,.
Pierre Coran écrit ses premiers textes rimés à l'âge de 9 ans. Le poète sera instituteur, directeur d'école, puis professeur d'histoire de la littérature au Conservatoire royal de Mons.
Au fil des ans et des livres, la vocation d'auteur de littérature pour la jeunesse devient prioritaire et se voit consacrée en 1989, à Paris, par l'obtention du premier « Grand prix de poésie de la jeunesse ».
Il est le père de l'écrivain Carl Norac.
Une école primaire de Mons et l'École fondamentale communale d'Erbisoeul portent son nom.

## Œuvres

### Publications

#### Poésie
- La Mare aux fées, Phalanstère de la Poésie, 1960.
- La Poix, Grassin, 1960.
- Les Herbes folles, Le Cyclope, 1962.
- Les Secrets de Coccinelle, Le Cyclope, 1964.
- Les Yeux ivres, Nouvelle Pléiade, 1965.
- La Puce à l'oreille, Le Cyclope, 1967.
- À fleur de tempes, Le Cyclope, 1968.
- La Plume au vent, Le Cyclope, 1970.
- Patte blanche, Le Cyclope, 1972.
- Pile ou Face, Le Cyclope, 1974.
- Le Moulin à images, L’École des Loisirs, 1977.
- La Courte Échelle, Le Cyclope, 1977.
- La Belle Amour, Louis Musin, 1978 - Le Cyclope, 1985.
- La Tête en fleurs, Le Cyclope, 1979.
- La Pipe à bulles, ill. de  Marie-José Sacré, Duculot, 1981.
- Direlire (10 titres), Casterman, 1989.
- Jaffabules, Hachette, Le Livre de Poche, 1990, 1992, 1995, 1997, 2010, 2015.
- Chats qui riment et rimes à chats, Hurtebise, 1994.
- Printemps d'artistes, L’École des Loisirs, 1995.
- Le Roman de Renart (réécriture en vers), Casterman, 1996, 2007.
- L'Horizon n'est pas la mer, ill. de Roger Somville, Luce Wilquin, 1996.
- Animalicieux, ill. de Dominique Maes, Pastel, 1997.
- Inimaginaire, Labor, 2000 - Mijade, 2008.
- La Flûte enchantée, La Renaissance du livre, 2000.
- Et patati et patata, Milan, 2001.
- Comptines des chats de Z à A, Flammarion, 2001  (ISBN 2081602008).
- Bestiaire, La Renaissance du Livre, 2001.
- Le Jardin des peintres, La Renaissance du Livre, 2002.
- Le Fou du labyrinthe, ill. de Françoise Thonet , Éditions I.P.H, 2002.
- Un jour au cirque, La Renaissance du Livre, 2002.
- Comptines au fil des heures, Flammarion, 2002.
- La Ferme, La Renaissance du Livre, 2003.
- Images en comptines (6 titres), Flammarion, 2003, 2004.
- Comptines et Poèmes pour jouer avec la langue (avec Irène Coran), ill. de Anne Letuffe, Casterman, 2005, 2007.
- J'y suis, j'y rêve, ill. de Michel Boucher, Éditions du Rocher, coll. « Païs d'Enfance », 2005  (ISBN 2268053709).
- Guingamor, le Chevalier aux sortilèges (réécriture en vers), ill. de Judith Gueyfier, Didier-Jeunesse, 2007.
- Les AntiFables, ill. de Christophe Besse, Grasset, 2008.
- Comptines en mots d'ici et d'ailleurs, ill. de Gabriel Lefebvre, Casterman, 2009.
- Comptines pour ne pas zozoter, Casterman, 2009.
- Comptines en trompe-l'œil, Casterman, 2009.
- Comptines pour ne pas chuinter, Casterman, 2009.
- Comptines de bouche à oreille, Casterman, 2009.
- Comptines en motamo, Casterman, 2009.
- Poésimages, ill. de Bernadette Després, Bayard, 2009.
- D'îles en ailes, Pierre Coran (Auteur), Anne-Marielle Wilwerth (Auteur), Carl Norac (Auteur), Béatrice Libert (Auteur), Nancy Pierret (Illustrations); 2012, Éditions Couleur livres  (ISBN 978-2-870-03513-9)
- Les Chemins de Janus, Éditions M.E.O., 2012.
- Fables in a Modern Key-Fables à l'air du temps, English Translations by Norman R.Shapiro, ill. d'Olga Pastuchiv, Boston,Black Widow Press, 2014
- Mons A deux voix, avec version en patois de Claude Gérin, visitMons, 2015.
- Amuserimes, ill. de Thomas Baas, Hachette, Le Livre de Poche, 2015.
- Fables of Town & Country - Fables des Villes et des Champs, English Translations by Norman R. Shapiro , ill. d'Olga Pastuchiv, Boston, Black Widov Press, 2017.
- Chats rimés Poèmes pour ronronner, ill. de Vanessa Hié, Didier Jeunesse, 2018.
- RhymAmusings - AmuseRimes, English Translations by Norman R. Shapiro, ill. de Thomas Baas, Boston, Black Widov Press, 2019.
- Méli-mélo, 25 poèmes et comptines, coll. « Il était une (mini)fois », Didier Jeunesse, 2020  (ISBN 9782278098835).
- Les Animaux rêvent aussi[6], Un abécédaire en poèmes , ill. d'Iris Fossier, Casterman, 2021  (ISBN 9782203208605).
- Jongleries, Poèmes à dire et à jongler, coll. « Il était une (mini)fois », Didier Jeunesse, 2022  (ISBN 9782278098903).
- Une seconde, papillon !, Une petite poignée de poèmes de Pierre Coran et Carl Norac, Images de Cécile Gambini, Rue du Monde, 2022.
- Mosaïques pour le jour qui vient, illustration de couverture de Charlotte Massip, L'Arbre à paroles, 2022  (ISBN 9782874067143).
- Ciels d'Ostende, couverture Tatiana de Munck, L'Arbre à paroles, 2024  (ISBN 9782874067402).

#### Romans
- Les Incurables, Pierre De Méyère, 1965.
- Le Feu au ventre, Pierre De Méyère, 1973.
- La Mémoire blanche, Duculot, 1981.
- La Peau de l'autre, Duculot, 1983 - Casterman, 1997 - Labor, 2004.
- Le Commando des Pièces-à-Trou, Milan, 1988.
- L’Éphélide, Luce Wilquin, 1989 - Labor, 2000 - Mijade, 2008.
- La Fronde à bretelles, Milan, 1991.
- Le Cœur andalou, Hachette, Le Livre de Poche, 1993.
- Terminus Odéon , Milan, 1993 - Labor, 2003.
- La Nuit des pélicans, Milan, 1995.
- Les Matous d'Osiris, Milan, 1997 — rééditions Labor, 2001 ; Mijade, 2008.
- Mémoire blanche, Le Seuil, 1997 - M.E.O., 2017.
- Les Disparus de Lilliput[7], Paris, Magnard jeunesse, 1999  (ISBN 2-210-98016-X).
- La Momie d'Halloween, Magnard, 2000.
- L'Ombre de papier, Flammarion, 2000.
- La Mine aux fantômes, Magnard, 2001.
- L'Ascenseur des dieux, Labor, 2002.
- L'Amour mauve, Grasset, 2005.
- L'Inconnue du Mans, Labor, 2006 - Mijade, 2008.
- La Croix des fiancés, Luce Wilquin, 2009.
- Le Commando des Pièces-à-Trou (en trilogie), Milan, 2011.
- La Vallée des doryphores, Jourdan, 2013.
- Les Aventures des Pièces-à-Trou, Mijade, 2020.

#### Contes
- Flic, l'écureuil (7 titres - série télévisée RTBF-BRT), 1976.
- L'Enfant qui voulait devenir clown, ill. de Philippe Salembier, Casterman, 1980.
- Lecture facile (4 titres), Chantecler, 1983.
- Gil et Julie (6 titres d'après la série télévisée de Kid Cartoons), RTL Éditions, 1983.
- Histoires d'animaux (14 titres), Chantecler, 1983.
- Hubert va à la pêche, ill. de Philippe Salembier, Casterman, 1983.
- Arsène Lapin (9 titres), ill. de Mérel, Casterman, 1985-1994.
- Le Castor paresseux, ill. de  Marie-José Sacré, Casterman, 1987.
- La Bande à Phil (6 titres), ill. de Philippe Salembier, Casterman, 1988.
- Adrien, le musicien, ill. de Gabriel Lefèbvre, Casterman, 1990.
- Nicolas, le poète, ill. de Gabriel Lefèbvre, Casterman, 1992.
- Iseut pas-de-deux, ill. de Gabriel Lefèbvre, Casterman, 1993.
- Émeline qui voit tout (écriture visuelle et en braille), Casterman, 1995.
- Ma famille, ill. de Marie-José Sacré, Bilboquet, 1997.
- Manon cœur citron, ill. de Zaü, Flammarion, 1998.
- Éléphant Puce, ill. de Pascal Lemaître, Artis, 2000.
- Anatole change d'école, ill. de Philippe Diemunsch, Flammarion, 2000.
- Papi Loup perd tout, ill. de Dominique Beccaria, Flammarion, 2001.
- Léa l'oie, ill. de Marie-José Sacré, Bilboquet, 2001
- Lulu le chat, ill. de Marie-José Sacré, Bilboquet, 2001
- La Grande Nuit d'Anne-Sophie, ill. d'Anne Letuffe, Flammarion, 2001.
- Lupin le lapin, ill. de Marie-José Sacré, Bilboquet, 2001
- Copains coquins (6 titres), Bilboquet, 2001-2002.
- Baladin le chien, ill. de Marie-José Sacré , Bilboquet, 2002
- Sans-souci la souris, ill. de  Marie-José Sacré, Bilboquet, 2002
- Berlue la tortue, ill. de Marie-José Sacré, Bilboquet, 2002
- Guingamor, Le Chevalier aux Sortilèges, ill. de Judith Gueyfier, Didier Jeunesse, 2007
- Le Prince Hibou, ill. de Charlotte Gastaut, Hachette, 2008, 2010.
- L'Enfant de la lune rouge, ill. de Judith Gueyfier, Didier-Jeunesse, 2009.
- Julie silence, ill. de Mélanie Florian, Alice Jeunesse, 2009.
- Natura et les chevaliers des quatre saisons, ill. d'Élise Mansot, L’Élan vert, 2009.
- Slip hip hip hourra, ill. de Pascal Lemaître, Pastel, 2013  (ISBN 9782211208475).
- Sven et les musiciens du ciel, ill. de Célia Chauffrey, Pastel, 2014.
- C'est pas la même chose, avec Irène Coran, ill. de Lauranne Quentric, Éditions Mouck , 2015.
- Casse-Noisette, ill. de Delphine Jacquot, Didier Jeunesse, 2015.
- La Flûte enchantée, ill. de Charlotte Gastaut, Flammarion, Père Castor, 2015.
- Ugo, tu rêves ?, ill. de Nathalie Paulhiac, Éditions À pas de loups, 2015  (ISBN 9782930787138).
- La Reine des Dragons, avec Bernadette Després, Eponymes Jeunesse , 2015  (ISBN 9782365161626).
- Le Lac des cygnes, ill. d'Olivier Desvaux, Didier Jeunesse, 2017,Coup de cœur Jeune Public automne 2017 de l'Académie Charles-Cros[8].
- Roméo et Juliette d'après William Shakespeare, ill. de Charlotte Gastaut, Flammarion, Père Castor, 2018.
- L'ABC du petit philosophe, ill. d'Aurélia Fronty, À pas de loups, 2018  (ISBN 9782930787398).
- Siegfried et le dragon, d'après Richard Wagner, ill. de Charlotte Gastaut, Flammarion jeunesse, Père Castor, 2021.
- La Belle au bois dormant, d'après Tchaïkovski, ill. de Clémence Pollet, Didier Jeunesse, 2022.
- À tire-d'aile, ill. de Dina Melnikova, CotCotCot éditions, coll. « Matière vivante », 2024  (ISBN 9782930941684).

#### Essais
- Poèmes d'enfants de tous pays, Phalanstère de la Poésie, 1961.
- Poésie-20, Le Cyclope, 1963.
- Maurice Carême, Pierre De Méyère, 1966.
- Enfants du monde, Pierre De Méyère, 1966.
- Ces chers z'anges, Pierre De Méyère, 1968.
- La Corne aux muses, Pierre De Méyère, 1974.
- Poésie vivante à l'école, Casterman, 1980.
- L'Atelier de poésie, Casterman, 1999, 2007.
- Jeux de Poésie, Je réussis Éditeur, 2015.

#### Bande dessinée
- Bédérimes, Casterman, Tournai, septembre 1985
Scénario : Pierre Coran - Dessin et couleurs : Godi -  (ISBN 220318101X)

### Théâtre
- Pinocchio, comédie musicale féerique dirigée par Albert Langue, Théâtre Royal de Mons, décembre 1969.
- Pierre et le loup, adaptation pour Théâtre de marionnettes animé par Irène Coran, En tournée, novembre 1977.
- Sven et les musiciens du ciel, conte symphonique, musique de Daniel Capelletti, Théâtre de Mons, décembre 1998.
- Monstresse, Box Théâtre, mise en scène d'Eric Serkhine, Centre culturel Boussu, avril 2014.

### Filmographie
- Flic l'écureuil, série télévisée, 1976.
- Gil et Julie, série de dessins animés, 1983.
- Le Commando des Pièces-à-Trou, court métrage de Pierrot de Heusch avec Michel Galabru, Daniel Prévost, 1997.

### Discographie
- Tournesoleil de la poésie rythmée à la chanson - Disque vinyle LP - Irène Coran dit, Claudine Régnier chante Pierre Coran ; compositeurs : Fabien Chevalier, Céline Chollet, Serge Ghisoland, Pierre Wasterlain - pochette de Marie-José Sacré - Arc En Ciel, Studio SM, 1982.
- Guingamor, Le chevalier aux sortilèges, Livre CD, un conte musical du Moyen Âge adapté en vers par Pierre Coran, raconté par Denis Lavant, illustré par Judith Gueyfier, mis en musique par l'Ensemble Obsidienne, Didier Jeunesse, 2007.
- Casse-Noisette, Livre CD, conte musical, texte de Pierre Coran, dit par Valérie Karsenti, illustré par Delphine Jacquot, sur la musique de Tchaïkovski, Orchestre symphonique de la radio slovaque, Didier Jeunesse, 2015.
- Le Lac des cygnes, Livre CD, texte de Pierre Coran, raconté par Natalie Dessay, peintures d'Olivier Desvaux, sur la musique de Tchaïkovski, Orchestre symphonique de la fédération de Russie, Didier Jeunesse, 2017.
- Giselle, Livre CD, texte de Pierre Coran, raconté par Natalie Dessay, peintures d'Olivier Desvaux, sur un ballet d'Adolphe Adam, Orchestre symphonique de Londres, Didier Jeunesse, 2019.
- Casse-Noisette, Mon petit livre sonore, texte de Pierre Coran, illustrations de Julia Spiers, Appuie et écoute 10 extraits du ballet, Didier Jeunesse, 2019.
- La Belle au bois dormant, Livre CD , texte de Pierre Coran, raconté par Natalie Dessay, illustrations de Clémence Pollet, sur la musique de Tchaïkovski, Orchestre de la Suisse romande, Didier Jeunesse, 2022.

## Prix et distinctions
- Prix du Hainaut (littérature), Mons, en 1966[9] ;
- Prix Jean de La Fontaine présidé par Armand Lanoux, Château-Thierry, (fables inédites), en 1979[9] ;
- Grand Prix de poésie pour la jeunesse (Paris), pour Jaffabules, en 1989[10] ;
- (international) « Honour List » 1996[11] de l'IBBY pour La Nuit des pélicans ;
- Nommé au Prix Hans Christian Andersen (IBBY), en 2000[9] ;
- Lauréat du prix Kinder-en Jeugdjury en Flandre (nl), en 2000[9] ;
- Nommé comme candidat belge au Prix international Prix Hans-Christian-Andersen (IBBY), en 2006 et en 2010[10] ;
- 2006 : prix de reconnaissance pour sa contribution au rayonnement de la littérature de jeunesse de la Fédération Wallonie-Bruxelles pour l’ensemble de son œuvre[10] ;
- Citoyen d'honneur de la commune de Jurbise, en 2010[12] ;
- Personnalité Richelieu, en 2014[13] ;
- Prix Jean-Hugues Malineau 2021 pour son album Les Animaux rêvent aussi[14].

#### Livres
: document utilisé comme source pour la rédaction de cet article.
- Pascale Eben et Karine Magis, Répertoire des auteurs et illustrateurs de livres pour l'enfance et la jeunesse en Wallonie et à Bruxelles, Bruxelles, Wallonie-Bruxelles International, 2014, 192 p., ill. ; 26 cm (ISBN 9782930758008 et 2930758007, OCLC 944278134, lire en ligne), p. 56. .

#### Périodiques
- Luc Battieuw, « Portrait d'auteur pour la jeunesse : Pierre Coran », Lectures, Centre de lecture publique de la Communauté française, no 116,‎ septembre - octobre 2000, p. 49-51 (lire en ligne, consulté le 12 juin 2025).